# Pitcairnia angustifolia
Pitcairnia angustifolia är en gräsväxtart som beskrevs av William Aiton. Pitcairnia angustifolia ingår i släktet Pitcairnia och familjen Bromeliaceae. Inga underarter finns listade i Catalogue of Life.